# Gaia (porció de terra)
Una gaia o vela és un tros de terra normalment llarguer i d'angles desiguals (de forma triangular, trapezoïdal o no quadrangular), sobrer o comprès entre camps de forma més regular. Les veles també poden ser porcions de terreny situades a diferents nivells d'altura.
Generalment aquestes porcions de terreny són de conreu. També és habitual localitzar-hi cursos d'aigua com síquies, torrents i aigua embassada.
A Mallorca és molt habitual la forma "vela" i apareix en una multitud de topònims com, per exemple, ses veles de Son Comelles (Montuïri) o ses veles de Son Trobat (Algaida).